# ライトグレー
ライトグレー（Light gray）とは、ネオンシルバーやゲインズボロに近い色で無彩色の一種。

## 近似色
- ネオンシルバー
- ゲインズボロ